# 孤星行动
孤星行动（英語：Operation Lone Star）是德克萨斯州公共安全部和德克萨斯州军事部在德克萨斯州南部的美墨邊界开展的联合軍事行動。孤星行动始於2021年。德克薩斯州州長格雷格·阿博特表示，開展孤星行動的目的是為了遏制非法移民、非法毒品贸易和人口走私。 据得克薩斯州州长办公室表示，截至2021年底，得克薩斯州執法部門通過孤星行動已逮捕496,700名非法移民，逮捕38,700名嫌犯（包其中的35,100名受到重罪指控），并查获了4.54亿剂芬太尼。
据得克薩斯州州长表示，截至2024年1月，有102,100名非法移民自愿被送往美国各地的庇護城市。这导致纽约、芝加哥和华盛顿哥伦比亚特区等城市出現移民危机。 庇护城市的地方官员批评此次计划，并通过请求联邦援助、对载有移民的包车公司进行罚款并将移民送往其他城市作为回应。